# 鸭园镇
鸭园镇，是中华人民共和国吉林省通化市二道江区下辖的一个乡镇级行政单位。

## 行政区划
鸭园镇下辖以下地区：
鸭园社区、河东社区、东热社区、向阳社区、四道江社区、鸭园村、东热村、团结村、向阳村、二道沟村、头道沟村、四道江村和西热村。